# دولت اول کارن کاراپتیان
دولت نخست کارن کاراپتیان (انگلیسی: First Karapetyan government) هیئت حاکمه ارمنستان از سپتامبر ۲۰۱۶ تا ۲۰۱۷ می‌باشد. در آوریل ۲۰۱۴ کارن کاراپتیان توسط رئیس‌جمهور سرژ سرکیسیان به عنوان نخست‌وزیر تعیین شد. این دولت یک دولت ائتلافی بود توسط دو گروه پارلمانی حزب جمهوری‌خواه ارمنستان و فدراسیون انقلابی ارمنی شکل گرفت. کابینه شامل هشت وزارتخانه و هشت سازمان وابسته بود.

## ساختار

### وزارتخانه‌ها
| پست وزارت                                                                          | نام               | نگاره | حزب | حزب                    | از تاریخ        | تا تاریخ |
| ---------------------------------------------------------------------------------- | ----------------- | ----- | --- | ---------------------- | --------------- | -------- |
| نخست‌وزیر                                                                           | کارن کاراپتیان    |       |     | جمهوری‌خواه             | ۱۳ سپتامبر ۲۰۱۶ |          |
| Vice Prime Minister and Minister of International Economic Integration and Reforms | واچه گابریلیان    |       |     | جمهوری‌خواه             | ۲۰ سپتامبر ۲۰۱۶ |          |
| وزیر آموزش و پرورش                                                                 | لوون مکردجیان     |       |     | فدراسیون انقلابی ارمنی | ۲۷ سپتامبر ۲۰۱۶ |          |
| وزیر اقتصاد                                                                        |                   |       |     | جمهوری‌خواه             |                 |          |
| وزیر امور خارجه                                                                    | ادوارد نالباندیان |       |     | بدون حزب               | ۱۵ آوریل ۲۰۰۸   |          |
| وزیر امور داخلی                                                                    |                   |       |     | جمهوری‌خواه             |                 |          |
| وزیر انرژی                                                                         |                   |       |     | جمهوری‌خواه             |                 |          |
| وزیر بهداشت                                                                        | لوون آلتونیان     |       |     | جمهوری‌خواه             | ۲۷ سپتامبر ۲۰۱۶ |          |
| Minister of Transport, Communication and Information Technologies                  | واهان مارتیروسیان |       |     | جمهوری‌خواه             | ۲۰ سپتامبر ۲۰۱۶ |          |
| وزیر ترابری                                                                        |                   |       |     | جمهوری‌خواه             |                 |          |
| Minister of Energy Infrastructures and Natural Resources                           | آشوت مانوکیان     |       |     | بدون حزب               | ۲۰ سپتامبر ۲۰۱۶ |          |
| Minister of Economic Development and Investments                                   | سورن کارایان      |       |     | جمهوری‌خواه             | ۲۷ سپتامبر ۲۰۱۶ |          |
| وزیر دادگستری                                                                      | داویت هاروتیونیان |       |     | جمهوری‌خواه             | ۲۵ مه ۲۰۱۷      |          |
| وزیر دارایی                                                                        | وارطان آرامیان    |       |     | جمهوری‌خواه             | ۲۰ سپتامبر ۲۰۱۶ |          |
| وزیر دفاع                                                                          | ویگن سارگسیان     |       |     | جمهوری‌خواه             | ۳ اکتبر ۲۰۱۶    |          |
| Minister of Diaspora                                                               | هرانوش هاکوبیان   |       |     | جمهوری‌خواه             | ۱ اکتبر ۲۰۰۸    |          |
| وزیر فرهنگ                                                                         | آرمن آمیریان      |       |     | جمهوری‌خواه             | ۲۷ سپتامبر ۲۰۱۶ |          |
| وزیر کار و تأمین اجتماعی                                                           | آرتم آساتریان     |       |     | جمهوری‌خواه             | ۱۶ ژوئن ۲۰۱۲    |          |
| وزیر کشاورزی                                                                       | ایگناتی آراکلیان  |       |     | جمهوری‌خواه             | ۲۰ سپتامبر ۲۰۱۶ |          |
| وزیر محیط زیست                                                                     | آرتسویک میناسیان  |       |     | فدراسیون انقلابی ارمنی | ۲۷ سپتامبر ۲۰۱۶ |          |
| Minister of Territorial Administration and Development                             | Davit Lokyan      |       |     | فدراسیون انقلابی ارمنی | ۲۷ سپتامبر ۲۰۱۶ |          |
| Minister of Sport and Youth Affairs                                                | هراچیا روستومیان  |       |     | بدون حزب               | ۲۷ سپتامبر ۲۰۱۶ |          |
| وزارت وضعیت‌های اضطراری ارمنستان                                                    | داویت دونویان     |       |     | بدون حزب               | ۶ فوریه ۲۰۱۷    |          |
|                                                                                    |                   |       |     | جمهوری‌خواه             |                 |          |
| وزیر                                                                               |                   |       |     | جمهوری‌خواه             |                 |          |
|                                                                                    |                   |       |     | جمهوری‌خواه             |                 |          |

### مدیران سازمان‌های وابسته و سرپرست‌های آنها
|  | General Department of Civil Aviation                        | Sergey Avetisyan   | بدون حزب   | ۸ ژوئن ۲۰۱۶     |  |
|  | سرویس امنیت ملی ارمنستان                                    | Georgy Kutoyan     | بدون حزب   | ۱۲ فوریه ۲۰۱۶   |  |
|  | State Nuclear Safety Regulatory Committee by the Government | Ashot Martirosyan  | بدون حزب   | ۱۷ سپتامبر ۲۰۰۸ |  |
|  | پلیس جمهوری ارمنستان                                        | ولادیمیر گاسپاریان | بدون حزب   | ۱ نوامبر ۲۰۱۱   |  |
|  | State Committee of the Real Estate Cadastre                 | Martin Sargsyan    | جمهوری‌خواه | ۳ ژوئن ۲۰۱۴     |  |
|  |                                                             |                    | جمهوری‌خواه |                 |  |
|  | State Property Management Department                        | Arman Sahakyan     | جمهوری‌خواه | ۲۲ ژوئن ۲۰۱۱    |  |
|  | State Revenue Committee                                     | Vardan Harutyunyan | بدون حزب   | ۸ اکتبر ۲۰۱۶    |  |
|  | State Urban Development Committee                           | نارک سارگسیان      | بدون حزب   | ۱۱ اکتبر ۲۰۱۶   |  |